# Közönséges fülbemászó
A közönséges fülbemászó (Forficula auricularia) közismert és elterjedt európai rovarfaj, amely nevével ellentétben nem költözik más állatok hallójáratába, a dobhártya átfúrása pedig szintén csak elterjedt tévhit. Pusztítja a mezőgazdasági kártevőket, bár elszaporodva komoly károkat okozhat a gyümölcsök megrágásával. Röpképes, de csak ritkán repül.

## Megjelenés

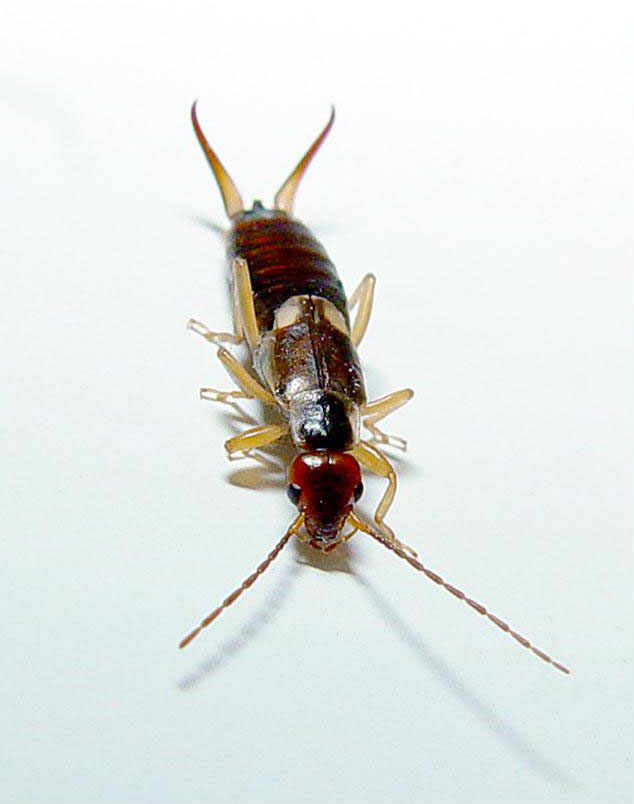
Nőstény közönséges fülbemászó

Teste 10-15 milliméter hosszú, lapított, hosszúkás. Potroha feltűnő, fogószerű fartoldalékban (cercus) végződik, melynek két szára a hím esetében erősen görbült, középen egy-egy foggal, a nősténynél viszont majdnem párhuzamos és egymáshoz simuló. A fogónak az ellenségek elriasztásában, a táplálék szájhoz emelésében és a szárnyfedő alatt többszörösen összehajtogatott hártyás szárny kicsomagolásában van szerepe. Elülső szárnya apró, pikkelyszerű szárnyfedő.
Alapszíne rozsdás gesztenyebarna; feje világosabb, a lábai sárgásak. A vízszintes állású, mozgékony fej nagyjából szív alakú. Rajta található a rágó szájszerv és az összetett szemek. Pontszemei nincsenek. A potrohban kellemetlen szagú váladékot termelő hólyagok találhatóak, melyek a folyadékot akár 10 centiméteres távolságra kilövellik.

## Életciklus

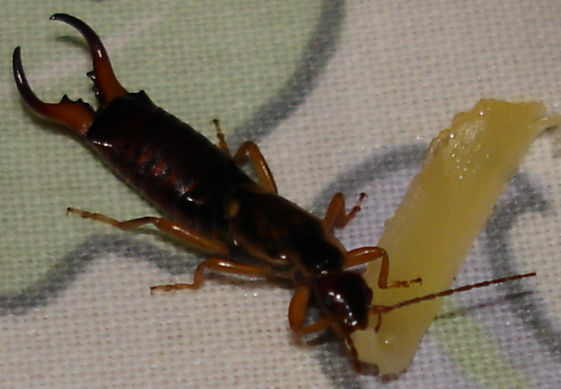
Táplálkozó hím közönséges fülbemászó

A közönséges fülbemászó utódgondozása fejlett. Az őszi párzás után az imágók csoportosan áttelelnek, majd tavasszal a nőstény költőüreget ás, ahová egy csomóban lerakja 20-50 ovális, vajszínű petéjét. Az anya rendszeresen forgatja és nyalogatja a petéket, hogy ki ne száradjanak, vagy nehogy elgombásodjanak. Az 5-6 hét múlva kikelő lárvákat is őrzi a támadók ellen. A fülbemászók kifejléssel fejlődnek, azaz a lárvák hasonlítanak a kifejlett egyedekhez, de a szárnyaik és ivarszerveik hiányoznak. Az imágó állapot mintegy 4 vedlés után következik be, de a fiatal fülbemászók már az első vedlés után önellátóak – bár a családok rendszerint az első telelésig együtt maradnak.
A közönséges fülbemászó mindenevő, de elsősorban más ízeltlábúakkal – főleg levéltetvekkel, hernyókkal és petékkel – táplálkozik. Alkalomadtán puha növényi részeket is fogyaszt. A nappalt többnyire rejtőzködve tölti valamilyen repedésben, üregben vagy az avar között. Kedveli a magas páratartalmat. Éjszaka kiváló látására és érzékeny, fonálszerű csápjaira hagyatkozik a vadászat során.

## Rokon fajok

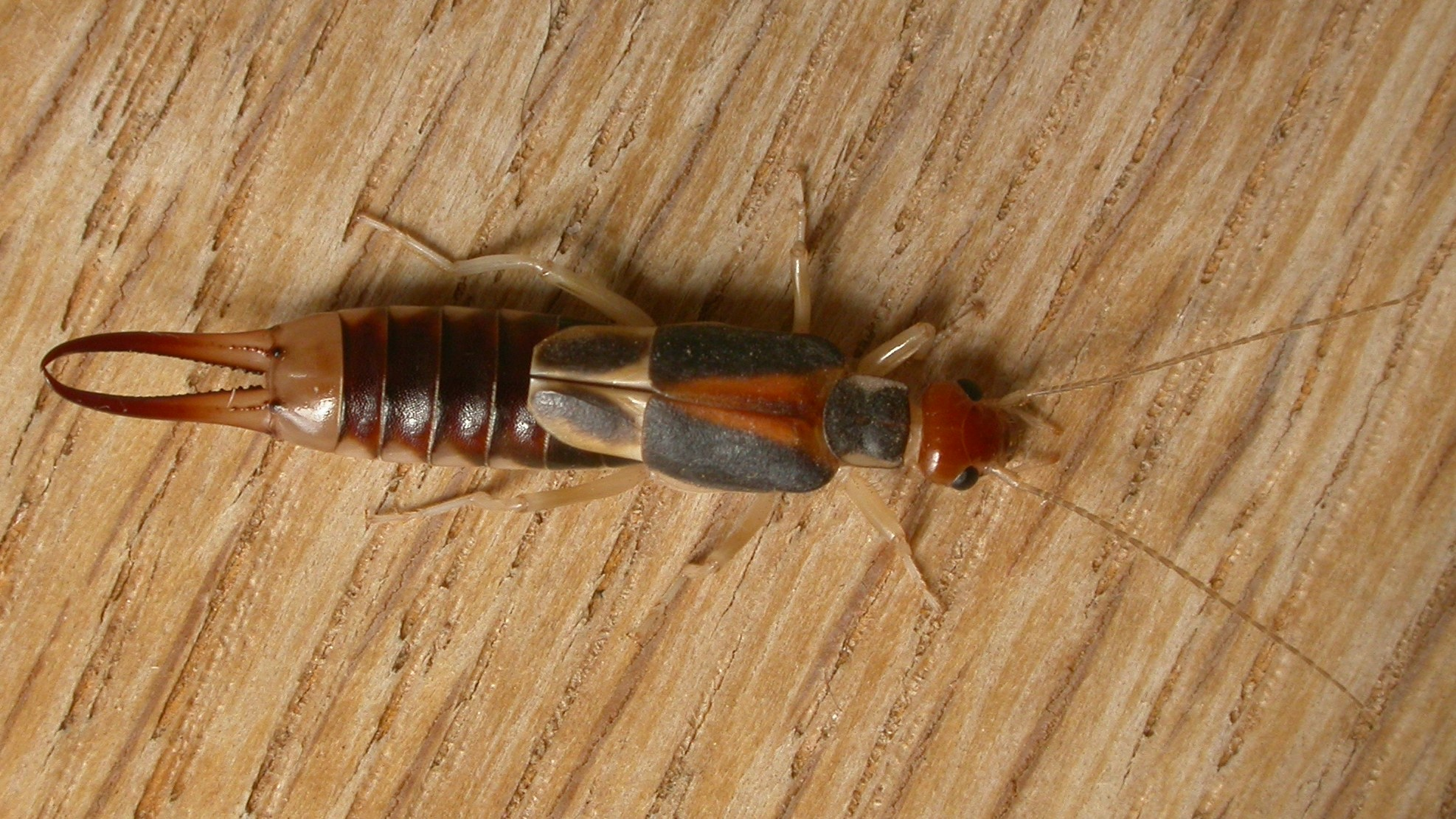
Parti fülbemászó (Labidura riparia)

Magyarországi fajok még a kis fülbemászó (Labidura minor), a parti fülbemászó (Labidura riparia), a szmirnai fülbemászó (Forficula smyrnensis) és az erdei fülbemászó (Anechura bipunctata).